# Looking Glass (gruppo musicale)
I Looking Glass sono stati un gruppo musicale statunitense di musica pop rock e country rock dei primi anni '70, originario del New Jersey. La loro canzone del 1972 "Brandy (You're a Fine Girl)" è stata al primo posto nelle classifiche Billboard Hot 100 e Cash Box.

## Storia
Il primo gruppo si formò nel 1969, presso la Rutgers University di New Brunswick, nel New Jersey. La band però si sciolse subito dopo il college e due dei membri originali, Elliot Lurie e Larry Gonsky, si dovettero impegnare per reclutare due nuovi membri ovvero Jeff Grob e Pieter Sweval. 
Ad agosto del 1972 fu rilasciato il singolo "Brandy (You're a Fine Girl)" scritto da Lurie che ebbe un enorme successo, raggiungendo il primo posto nella hit parade US Billboard Hot 100. Inoltre molti artisti, tra cui i Red Hot Chilli Peppers, i Gonzales e i Washboard Jungle hanno proposto cover di questa canzone. L'unico vero altro successo fu "Jimmy Loves Mary-Anne" registrato nel 1973 da Josie Cotton. 
Il chitarrista Brendan Harkin è entrato a far parte dei Looking Glass agli inizi del 1974 e Lurie decise di seguire subito dopo una carriera solista, sostituito così da Michael Lee Smith, cantante della Georgia. Più tardi nello stesso anno, il gruppo cambiò il suo nome in Fallen Angels. Dopo che Richie Ranno si unì come secondo chitarrista nel settembre 1975, il tastierista Gonsky si fece da parte e, alla fine del 1975, il nome di Fallen Angels cambiò ancora una volta in Starz. 
Sweval morì il 23 gennaio 1990 a causa del virus dell'AIDS. Nel 2003, Lurie decise di ricostituire il gruppo con nuovi musicisti.

## Discografia

### Album in studio
- 1972 – Looking Glass
- 1973 – Subway Serenade

### Singoli
- 1972 – Golden Rainbow
- 1973 – Brandy (You're a Fine Girl)
- 1973 – Jimmy Loves Mary-Anne

## Curiosità
"Brandy (You're a Fine Girl)" è stata una delle canzoni protagoniste nella colonna sonora del film Guardiani della Galassia vol.2.